# Nossa Senhora das Misericórdias
Nossa Senhora das Misericórdias ist eine Gemeinde (Freguesia) im portugiesischen Kreis Ourém. In ihr leben 4655 Einwohner (Stand 19. April 2021).